# Часниковка (Уфимський район)
Часнико́вка (рос. Чесноковка, башк. Чесноковка) — село у складі Уфимського району Башкортостану, Росія. Адміністративний центр Часниковської сільської ради.
Населення — 3333 особи (2010; 2196 в 2002).
Національний склад:
- росіяни — 58 %

У селі народився Горчилін Олександр Михайлович (1925—1970) — радянський вояк, Герой Радянського Союзу.